# Youssouf Sabaly
Youssouf Sabaly (Le Chesnay, Francia, 5 de marzo de 1993) es un futbolista senegalés que juega de defensa en el Al-Duhail S. C. de la Liga de fútbol de Catar.

## Trayectoria

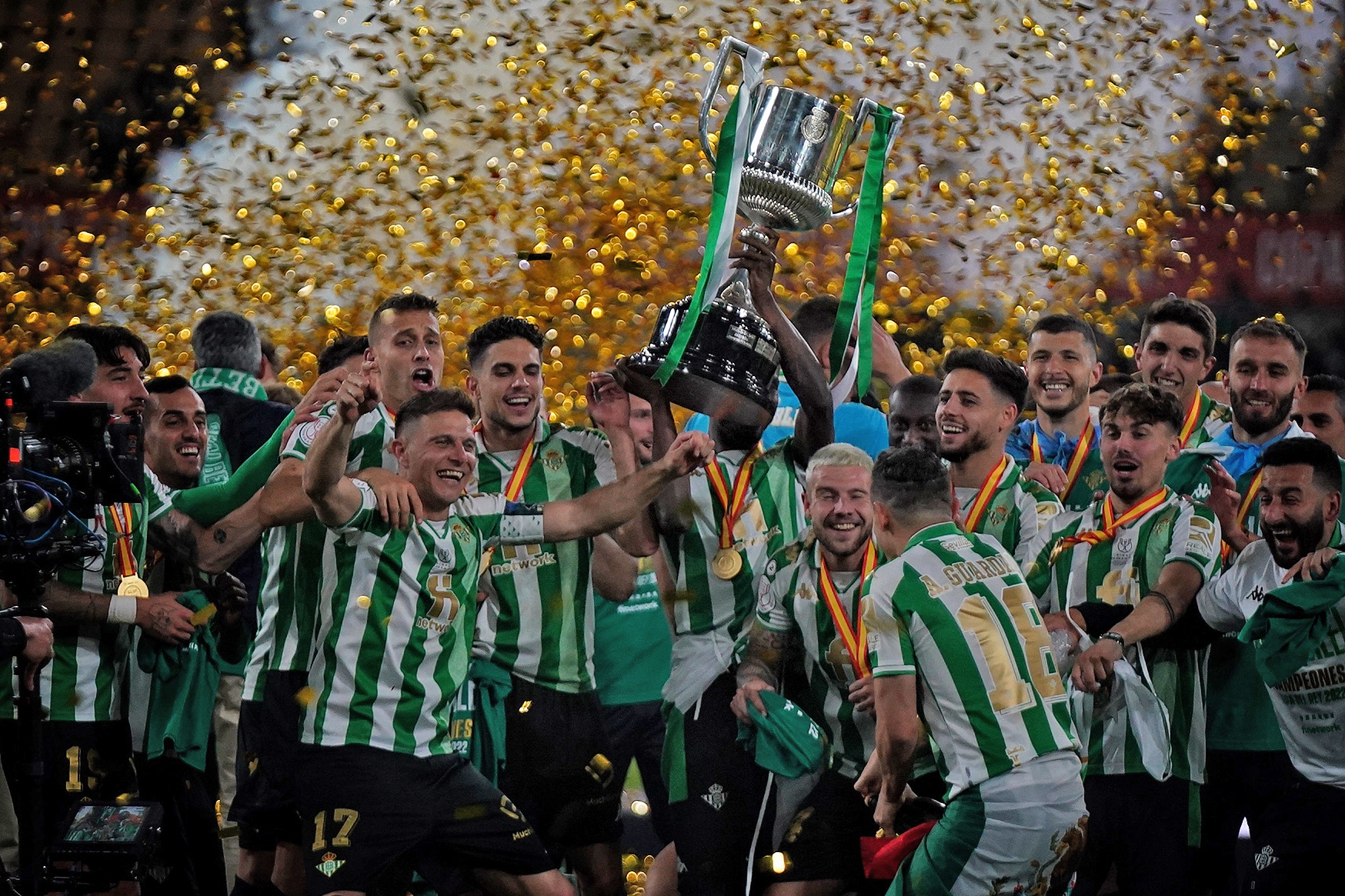
Celebración de los jugadores del Real Betis tras ganar la copa del Rey en 2022.

En 2013, firmó su primer contrato profesional con el Paris Saint-Germain, donde se había formado. Debutó en la Ligue 1 con el Évian (a préstamo del PSG) en la primera jornada de la temporada 2013-14, contra el Sochaux y que terminó con empate 1-1. En 2015 fue cedido al Nantes. En 2016 llegó iguamente en calidad de cedido al Girondins de Burdeos y tras su primer año año fue fichado por este club. Finalizó su contrato en junio de 2021, momento en el que se comprometió con el Real Betis Balompié por cinco años.
En su primer año con el equipo andaluz, no pudo debutar en partido oficial hasta enero de 2022 por una lesión muscular sufrida en la pretemporada y de la que tuvo que ser intervenido, compartió posición con Héctor Bellerín y logró la Copa del Rey en 2022. En el conjunto andaluz sufrió múltiples lesiones que lastraron su presencia en más partidos. En cuatro años disputó 91 encuentros, en los que marcó dos goles y dio siete asistencias, y ganó la Copa del Rey 2021-22.
El 12 de junio de 2025 fue traspasado al Al-Duhail S. C. catarí.

## Selección nacional
Representó a Francia en todas las categorías inferiores desde la sub-17 hasta la sub-20, entre sus participaciones destaca la Copa Mundial de Fútbol Sub-20 de 2013 donde salieron campeones.
Su debut con Senegal se produjo ante la selección de Sudáfrica donde resultaron victoriosos 2-0 y se aseguraron la clasificación para la Copa Mundial de Fútbol 2018. En el Mundial de Rusia de 2018, el equipo no superó la primera fase al quedar igualado a Japón y tener dos tarjetas más que este.

### Participaciones en Copas del Mundo Sub-20
| Mundial                               | Sede    | Resultado |
| ------------------------------------- | ------- | --------- |
| Copa Mundial de Fútbol Sub-20 de 2013 | Turquía | Campeón   |

## Estadísticas

### Clubes
Actualizado al último partido disputado el 17 de marzo de 2025.
| Club                                | Div.          | Temporada     | Liga  | Liga  | Copas nacionales | Copas nacionales | Copas internacionales | Copas internacionales | Total | Total |
| Club                                | Div.          | Temporada     | Part. | Goles | Part.            | Goles            | Part.                 | Goles                 | Part. | Goles |
| ----------------------------------- | ------------- | ------------- | ----- | ----- | ---------------- | ---------------- | --------------------- | --------------------- | ----- | ----- |
| Paris Saint-Germain II Francia      | 4.ª           | 2010-11       | 6     | 0     | ―                | ―                | ―                     | ―                     | 6     | 0     |
| Paris Saint-Germain II Francia      | 4.ª           | 2011-12       | 15    | 0     | ―                | ―                | ―                     | ―                     | 15    | 0     |
| Paris Saint-Germain II Francia      | 4.ª           | 2012-13       | 25    | 0     | ―                | ―                | ―                     | ―                     | 25    | 0     |
| Paris Saint-Germain II Francia      | Total club    | Total club    | 46    | 0     | 0                | 0                | 0                     | 0                     | 46    | 0     |
| Évian Thonon Gaillard F. C. Francia | 1.ª           | 2013-14       | 36    | 0     | 3                | 0                | ―                     | ―                     | 39    | 0     |
| Évian Thonon Gaillard F. C. Francia | 1.ª           | 2014-15       | 29    | 0     | 3                | 0                | ―                     | ―                     | 32    | 0     |
| Évian Thonon Gaillard F. C. Francia | Total club    | Total club    | 65    | 0     | 6                | 0                | 0                     | 0                     | 71    | 0     |
| F. C. Nantes Francia                | 1.ª           | 2015-16       | 28    | 2     | 2                | 0                | ―                     | ―                     | 30    | 2     |
| F. C. Nantes Francia                | Total club    | Total club    | 28    | 2     | 2                | 0                | 0                     | 0                     | 30    | 2     |
| F. C. Girondins de Burdeos Francia  | 1.ª           | 2016-17       | 30    | 0     | 3                | 0                | ―                     | ―                     | 33    | 0     |
| F. C. Girondins de Burdeos Francia  | 1.ª           | 2017-18       | 35    | 0     | 2                | 0                | 2                     | 0                     | 39    | 0     |
| F. C. Girondins de Burdeos Francia  | 1.ª           | 2018-19       | 23    | 0     | 4                | 0                | 4                     | 0                     | 31    | 0     |
| F. C. Girondins de Burdeos Francia  | 1.ª           | 2019-20       | 12    | 0     | 2                | 0                | ―                     | ―                     | 14    | 0     |
| F. C. Girondins de Burdeos Francia  | 1.ª           | 2020-21       | 33    | 1     | 0                | 0                | ―                     | ―                     | 33    | 1     |
| F. C. Girondins de Burdeos Francia  | Total club    | Total club    | 133   | 1     | 11               | 0                | 6                     | 0                     | 150   | 1     |
| Real Betis Balompié · España        | 1.ª           | 2021-22       | 10    | 0     | 4                | 0                | 3                     | 0                     | 17    | 0     |
| Real Betis Balompié · España        | 1.ª           | 2022-23       | 23    | 1     | 2                | 1                | 3                     | 0                     | 28    | 2     |
| Real Betis Balompié · España        | 1.ª           | 2023-24       | 12    | 0     | 0                | 0                | 0                     | 0                     | 12    | 0     |
| Real Betis Balompié · España        | 1.ª           | 2024-25       | 18    | 0     | 4                | 0                | 4                     | 0                     | 26    | 0     |
| Real Betis Balompié · España        | Total club    | Total club    | 63    | 1     | 10               | 1                | 10                    | 0                     | 83    | 2     |
| Total carrera                       | Total carrera | Total carrera | 335   | 4     | 29               | 1                | 16                    | 0                     | 380   | 5     |

## Palmarés

### Títulos nacionales
| Título       | Club                | País   | Año  |
| ------------ | ------------------- | ------ | ---- |
| Copa del Rey | Real Betis Balompié | España | 2022 |

### Títulos internacionales
| Título                        | Club (*) | País    | Año  |
| ----------------------------- | -------- | ------- | ---- |
| Copa Mundial de Fútbol Sub-20 | Francia  | Turquía | 2013 |

(*) Incluyendo la selección.